# Wenezuela na Letnich Igrzyskach Paraolimpijskich 1996
Wenezuelę na Letnich Igrzyskach Paraolimpijskich w 1996 roku reprezentowało 4 zawodników (wszyscy mężczyźni) w 3 dyscyplinach. Nie zdobyli oni żadnego medalu dla swego kraju w igrzyskach.
Był to trzeci występ Wenezueli na paraolimpiadzie.

## Wyniki zawodników

### Lekkoatletyka
Objaśnienie kategorii:
- T11/F11 – osoby niewidome

#### Konkurencje biegowe

##### Mężczyźni
| Zawodnik        | Konkurencja         | Eliminacje | Eliminacje | Półfinały | Półfinały | Finał | Finał   | Źródło |
| Zawodnik        | Konkurencja         | Czas       | Pozycja    | Czas      | Pozycja   | Czas  | Pozycja | Źródło |
| --------------- | ------------------- | ---------- | ---------- | --------- | --------- | ----- | ------- | ------ |
| Volmer Urdaneta | Bieg na 100 m (T11) | 12.45      | 4.         | NQ        | NQ        | NQ    | NQ      | [ 2 ]  |

#### Konkurencje techniczne

##### Mężczyźni
| Zawodnik        | Konkurencja          | Finał   | Finał   | Źródło |
| Zawodnik        | Konkurencja          | Wynik   | Pozycja | Źródło |
| --------------- | -------------------- | ------- | ------- | ------ |
| Volmer Urdaneta | Rzut dyskiem (F11)   | 36,36 m | 7.      | [ 3 ]  |
| Volmer Urdaneta | Rzut oszczepem (F11) | 40,18 m | 4.      | [ 4 ]  |
| Volmer Urdaneta | Skok w dal (F11)     | 5,51 m  | 17.     | [ 5 ]  |
| Volmer Urdaneta | Pchnięcie kulą (F11) | 10,58 m | 6.      | [ 6 ]  |
| Volmer Urdaneta | Trójskok (F11)       | DNF     | DNF     | [ 7 ]  |

### Podnoszenie Ciężarów

#### Mężczyźni
| Zawodnik    | Konkurencja | Wynik    | Pozycja | Źródło |
| ----------- | ----------- | -------- | ------- | ------ |
| Luis Diaz   | do 48 kg    | 112,5 kg | 10.     | [ 8 ]  |
| Cesar Neira | do 90 kg    | 175 kg   | 7.      | [ 9 ]  |

### Strzelectwo
Objaśnienie kategorii
- SH1 – osoby z amputacją lub paraliżem kończyn dolnych

#### Mężczyźni
| Zawodnik      | Konkurencja                                   | Eliminacje | Eliminacje | Finał | Finał   | Źródło |
| Zawodnik      | Konkurencja                                   | Wynik      | Pozycja    | Wynik | Pozycja | Źródło |
| ------------- | --------------------------------------------- | ---------- | ---------- | ----- | ------- | ------ |
| Rafael Garcia | Karabin pneumatyczny w trzech pozycjach (SH1) | 1106 pkt   | 28.        | NQ    | NQ      | [ 10 ] |
| Rafael Garcia | Karabin pneumatyczny stojąc (SH1)             | 546 pkt    | 24.        | NQ    | NQ      | [ 11 ] |
| Rafael Garcia | Karabin dowolny w trzech pozycjach (SH1)      | DNS        | DNS        | DNS   | DNS     | [ 12 ] |